# Tomir
Tomir – męskie imię pochodzenia słowiańskiego, nienotowane w źródłach staropolskich, złożone z członów To- i -mir. Żeński odpowiednik: Tomira.
Tomir imieniny obchodzi 24 września.